# Geometrische periode
De geometrische periode is een tijdperk in de Griekse cultuur van ongeveer 1050 tot 720 v.Chr. Deze periode dankt haar naam aan de decoratie van het Grieks aardewerk, het materiaal dat het best bewaard is gebleven. 
De periode valt uiteen in de proto-geometrische (1050-900 v.Chr.) en geometrische periode (900-720 v.Chr.)

## Proto-geometrische periode
De ondergang van de Myceense beschaving in de 12e eeuw v.Chr. wordt gevolgd door een periode waarin Griekenland zeer dunbevolkt is en waarvan slechts weinig materiële resten bewaard zijn. Deze duistere periode in de Griekse geschiedenis wordt ook wel de Greek Dark Ages (Griekse middeleeuwen) genoemd. Het weinige aardewerk bestaat uit versimpelde Myceense vormen. Rond 1050 v.Chr. ontstaat in Athene een type schijfgedraaid aardewerk met eenvoudige, geometrische versiering, dat zich over de Griekse wereld verspreidt.

## Geometrische periode
Rond 900 v.Chr. komt in Athene (stad) een vernieuwing van de decoratie van aardewerk op gang: banden met meanders, zigzagornamenten en andere geometrische motieven zijn op de hals en de buik van het aardewerk geplaatst, waarmee ze de vaasvorm benadrukken. Andere Griekse streken nemen deze decoratiewijze over, waarbij sommige regio's aparte kenmerken hebben. Zo heeft het geometrisch van de Griekse eilanden vaak halve concentrische cirkels als versiering. Vanaf ca. 775 v.Chr. komen gestileerde menselijke figuren en dieren voor en beginnen de voorstellingen verhalend te worden. Vazen kunnen monumentale vormen aannemen, zoals kraters (mengvaten voor water en wijn) en amforen die gemaakt zijn als grafmonument. 
De geometrische periode komt ten einde wanneer de Griekse wereld zich op de vormentaal van het Nabije Oosten en Egypte gaat richten. Daarop begint de Oriëntaliserende periode.

## Ontwikkeling
In deze periode ontwikkelen zich de Griekse stadstaten (poleis). In het laatste deel van de periode worden koloniën gesticht in Italië en op Sicilië, de handel met het Nabije Oosten herleeft, de Olympische Spelen worden gesticht (776 v.Chr.), het alfabet wordt overgenomen van de Feniciërs. Ook de epen van Homerus stammen waarschijnlijk uit deze periode.